# Ugelbølle
Ugelbølle is een plaats in de Deense regio Midden-Jutland, gemeente Syddjurs, en telt 1099 inwoners (2007).